# Сорен, Оливье
Оливье́ Соре́н (фр. Olivier Sorin; род. 16 апреля 1981, Жьен, Луаре) — французский футболист, вратарь.
Начал играть в футбол в молодёжной команде «Нанси». Оливье хорошо проявлял себя на поле, и его привлекли в основной состав, где он стал дублёром Дженнаро Брасильяно. После 6 лет, проведённых в команде, Оливье решил перейти в «Осер».